# Gene Kapaufs
Gene Kapaufs (ur. 12 stycznia 1989) – australijski zapaśnik walczący w obu stylach. Czwarty i siódmy na igrzyskach Wspólnoty Narodów w 2010. Złoty i brązowy medalista mistrzostw Oceanii w 2010 roku.